# Svenska mästerskapen i fälttävlan 2007
Svenska mästerskapen i fälttävlan 2007 avgjordes i Segersjö. Tävlingen var den 57:e upplagan av Svenska mästerskapen i fälttävlan.

## Resultat
| Placering | Ryttare              | Häst            |
| --------- | -------------------- | --------------- |
| 1         | Sara Algotsson       | Robin des Bois  |
| 2         | Katrin Norling       | Pandora Emm     |
| 3         | Christoffer Forsberg | Piece of Hope   |
| 4         | Hannes Melin         | Helia           |
| 5         | Viktoria Carlerbäck  | Ballys Geronimo |